# Anton Seitz
Pour les articles homonymes, voir Seitz.
Anton Seitz, né le 23 janvier 1829 à Roth et mort le 27 novembre 1900 à Munich, est un peintre de genre de l'école de Munich.

## Biographie

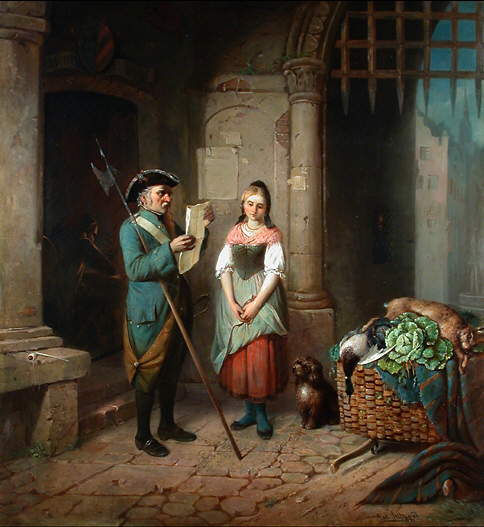
La Sentinelle de la tour (1857)